# En Tol Sarmiento
En Tol Sarmiento, també conegut com ETS o E.T.S. és un grup de música basc de ska, format el 2005, a Yécora (Àlaba). Al llarg del seu camí, han realitzat més de 300 concerts per tot el País Basc. Es caracteritzen per ritmes i lletres alegres i potents directes. Les seves lletres, escrites tant en castellà com en eusquera, aborden diferents temàtiques. Tot i que el grup va començar alternant lletres hedonistes amb crítica social, les seves lletres han anat evolucionant cap a una temàtica existencialista, encara que sense perdre el compromís social (tractant temes controvertits com la fracturació hidràulica, el dret d'autodeterminació, la violència de gènere o l'assetjament escolar) i els ritmes alegres que han caracteritzat sempre el quintet alabès. Actualment és la formació musical en èuscar més escoltada, segons la plataforma Spotify. 

## Història

### Inicis[calcitació]
En Tol Sarmiento estava compost en els seus inicis per tres joves locals que no arribaven a la majoria d'edat, sent la formació original la següent: dues guitarres (Iñigo Etxezarreta i Rubén Campinún) i un bateria (Floren Nuela). No obstant això, aviat Rubén Campinún, també conegut com Campi, va canviar la guitarra pel baix per a donar major musicalitat al grup. El trio, influenciat per grups com Kaotiko, La Polla Records, Kortatu, Piperrak, Boikot o Reincidentes, comença a versionar cançons punk rock. Als pocs mesos, també comencen a compondre els seus propis temes.
Entre 2006 i 2007 ofereixen diversos concerts per la Rioja Alabesa fins que coneixen a Bujo, trompetista de la zona, que s'uneix a la banda. Això suposa un punt d'inflexió per a E.T.S., ja que començarà a introduir el gènere que portarà per bandera a partir de llavors: l'Ska. A l'any següent, en 2008, el grup autoprodueix Verema seleccionada (2008), un disc-maqueta amb 6 cançons que, a causa de les poques còpies que es van produir, s'ha convertit en una peça molt difícil de trobar.

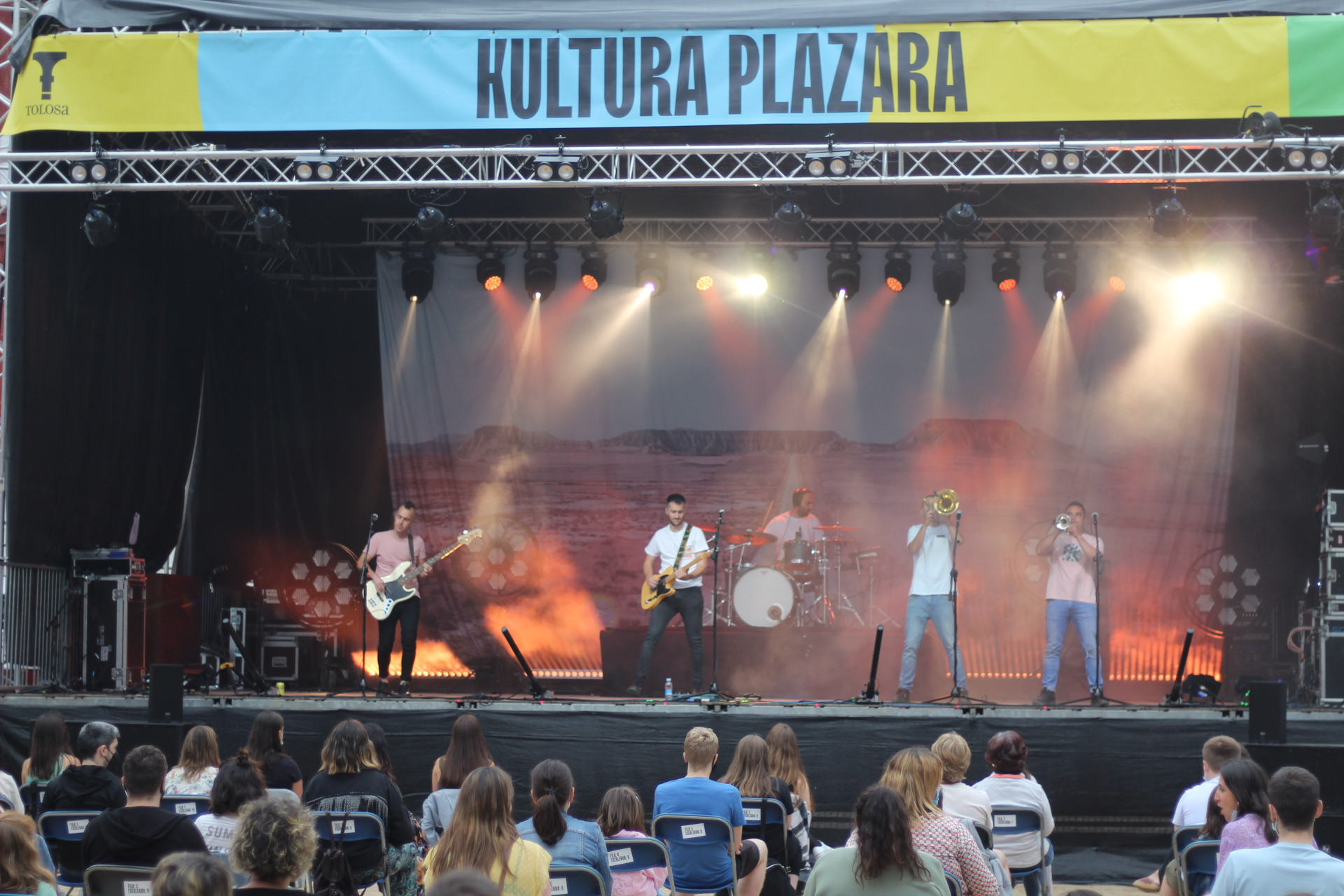
Grup ETS tocant a un concert

Al 2009 s'uneix al grup Javier Lucas, al trombó, tancant la configuració del quintet de La Rioja-Alabès: guitarra, bateria, baix, trombó i trompeta. Per motius professionals Bujo abandona el grup en 2011 i entra en el seu lloc Rubén Terreros a la trompeta. Cal recordar que entre 2009 i 2010 es va unir a la banda el saxofonista Luko però, igual que Bujo va abandonar el grup per temes personals.

### Primers èxits
Després de realitzar nombrosos concerts per Rioja Alabesa la productora Baga Biga es fixa en ells i editen amb aquesta companyia el seu següent disc, Hacia la luna (Baga Biga, 2012). El grup comença a treballar amb la discogràfica Baga Biga i al mateix temps, les seves cançons comencen a escoltar-se per tot Euskal Herria. D'altra banda, la banda comença a sortir fora de la zona de la Rioja Alabesa. Poca poc van creixent els seus seguidors, generalment públic jove. El senzill d'aquest disc, anomenat Musikaren doinua, es converteix ràpidament en un èxit, sent en l'actualitat una cançó versionada per nombroses revetlles, passant així a ser part de la tradició musical en basca.

### Consolidació
Després d'una gira de més de 50 concerts, el grup torna a editar un altre disc de la mà de Baga Biga. Zure mundua, (Baga-Biga, 2014). El grup comença a fer-se un lloc en el panorama musical euskaldun i la seva comunitat de seguidors augmenta. Entre els directes de la banda d'aquest any, cal destacar el multitudinari concert ofert en les festes de la Verge Blanca de Vitòria o el del Araba Euskaraz, per al qual van compondre la cançó del festival, Piztuko dugu euskara.

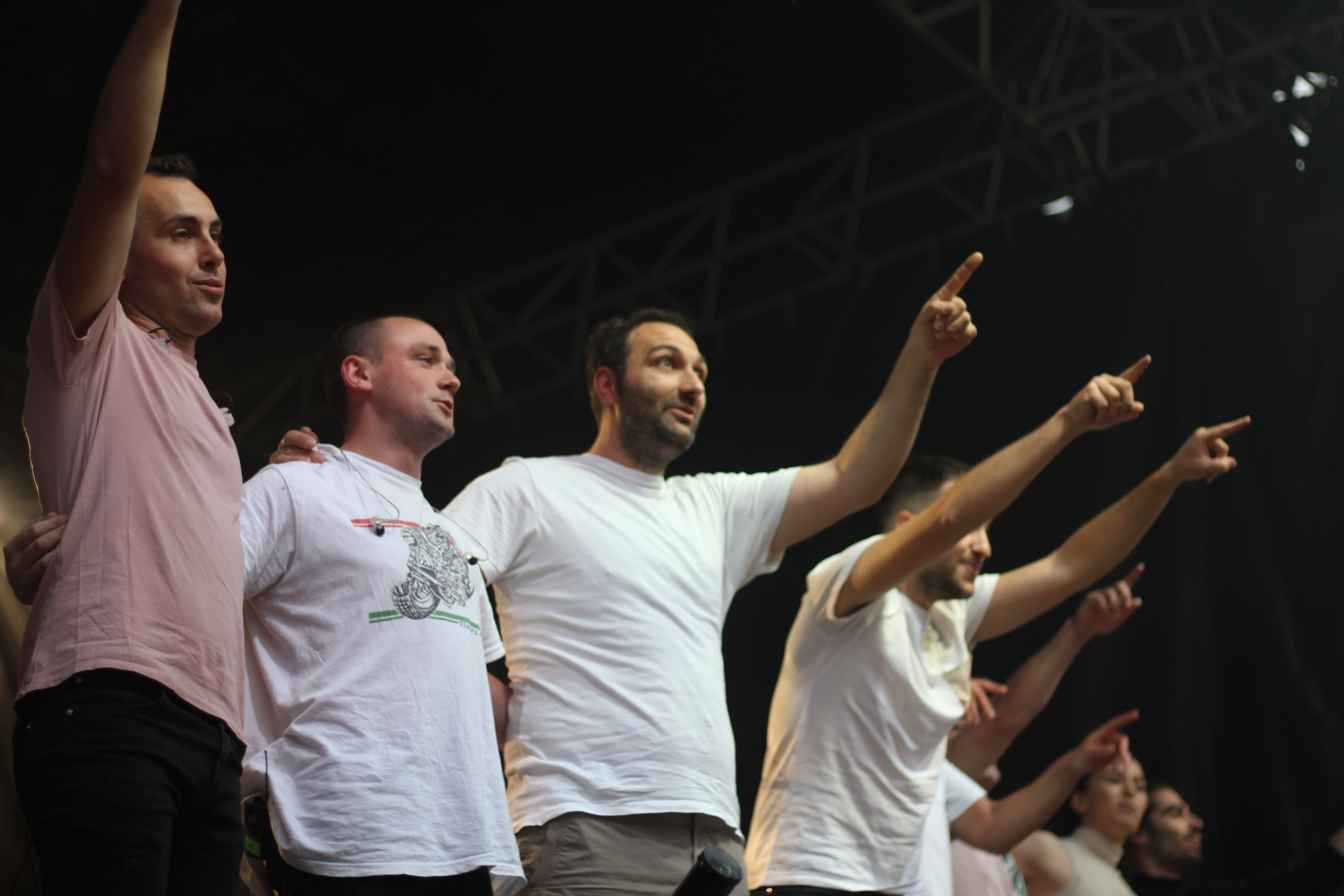
ETS

Al novembre de 2015 editen el seu tercer treball discogràfic, Beldurrik ez (Baga-Biga, 2015). Aquest disc, que suposa el primer treball íntegrament en basc de la banda, es grava en els estudis SO XXI de Galar, Navarresa amb Javier San Martín com a tècnic. Beldurrik ez suposa un punt d'inflexió en la trajectòria musical de la banda no sols per l'ús del basc sinó per l'evolució del grup quant a profunditat de les lletres i un parcial abandó del ska festiu que els havia caracteritzat en els seus anteriors treballs. El grup presenta aquest treball en la Fira del Llibre i del Disc de Durango i entra en la llista dels deu discos més venuts.

### Descans creatiu
Després de dos anys de gira (Beldurrik ez Tour i Eutsi Tour), en 2017 el grup treu a la llum el seu cinquè disc, Ametsetan, també amb la discogràfica Baga-Biga. Aquest es compon de dues parts; D'una banda, un directe en format àudio i DVD gravat en festes de Vitòria de 2017 davant de 10.000 persones i per un altre, un documental de 55 minuts que explica la vida del grup. D'aquesta manera ETS fa un repàs del que han estat els seus 12 anys d'història. A l'estiu de 2018 l'agrupació alabesa inicia la gira Zein Erraza Tour, que es prolonga fins a 2019, moment en el qual la banda anuncia la seva intenció de publicar un nou disc; Aukera Berriak. Durant aquesta gira el quintet alabès va ser el triat per a compondre la cançó del festival Herri Urrats, celebrat al maig de 2019 en Senpere.
A la fi de 2019 el grup presenta el seu sisè disc Aukera Berriak, (Baga-Biga, 2019) materialitzant per fi el canvi que va prometre dos anys abans. Sota la producció de Pello Reparaz i Íñigo Etxezarreta aquest disc es grava a Bayona amb Paxkal Etxepare. En aquest disc el grup experimenta amb nous sons sent un èxit de crítica i públic.

### Reinvenció després del Covid-19
L'arribada del Coronavirus va significar la cancel·lació de més de 20 concerts programats en un moment en el qual el quintet començava a postular-se com una de les bandes més importants del panorama musical basc. Durant el confinament va ser publicat un videoclip anomenat Zurekin batera, en el qual, amb un estil molt allunyat de l'estil habitual de la banda, Iñigo Etxezarreta cantava una lletra reflexionant sobre la importància de les relacions personals després de l'arribada de la pandèmia.
Després de l'èxit d'aquest single, MTS publica una altra cançó anomenada Egingo dugu eztanda, igualment amb el coronavirus de fons però aquesta vegada amb una lletra i una música més esperançadores. Malgrat la cancel·lació de la gira, la banda decideix donar un gir de 180 graus al seu format habitual i s'embarca en una gira per teatres per tota la geografia d'Euskal Herria penjant el cartell de "no hi ha entrades" en llocs tan emblemàtics com el Teatre Campos Elíseos a Bilbao, Teatre Principal a Vitòria o el Teatre Maravillas a Madrid. Després de l'èxit d'aquesta gira, el grup català Buhos va realitzar una versió en català del tema Zurekin batera, anomenada T'he Trobat a Faltar, i ETS va fer la versió en basca de la cançó Volcans, del grup català anteriorment esmentat.

### Hegemonia en el panorama musical euskaldún
Al desembre de 2022 s'estrena Guretzat. Un disc que, a més de ratificar a ETS com el grup més reeixit en llengua basca de l'última dècada, marca un abans i un després en la producció musical en la història de la música en aquest idioma.

### Obertura a la resta d'Espanya
Al gener de 2023 Floren abandona el grup i ocupa el seu lloc Alex Alonso. Després d'omplir totes les sales de la gira a Euskal Herria el grup decideix fer un pas cap endavant i provar noves sales a Madrid i Barcelona així com en festivals com el Viña Rock.

## Membres

### Formació actual[calcitació]

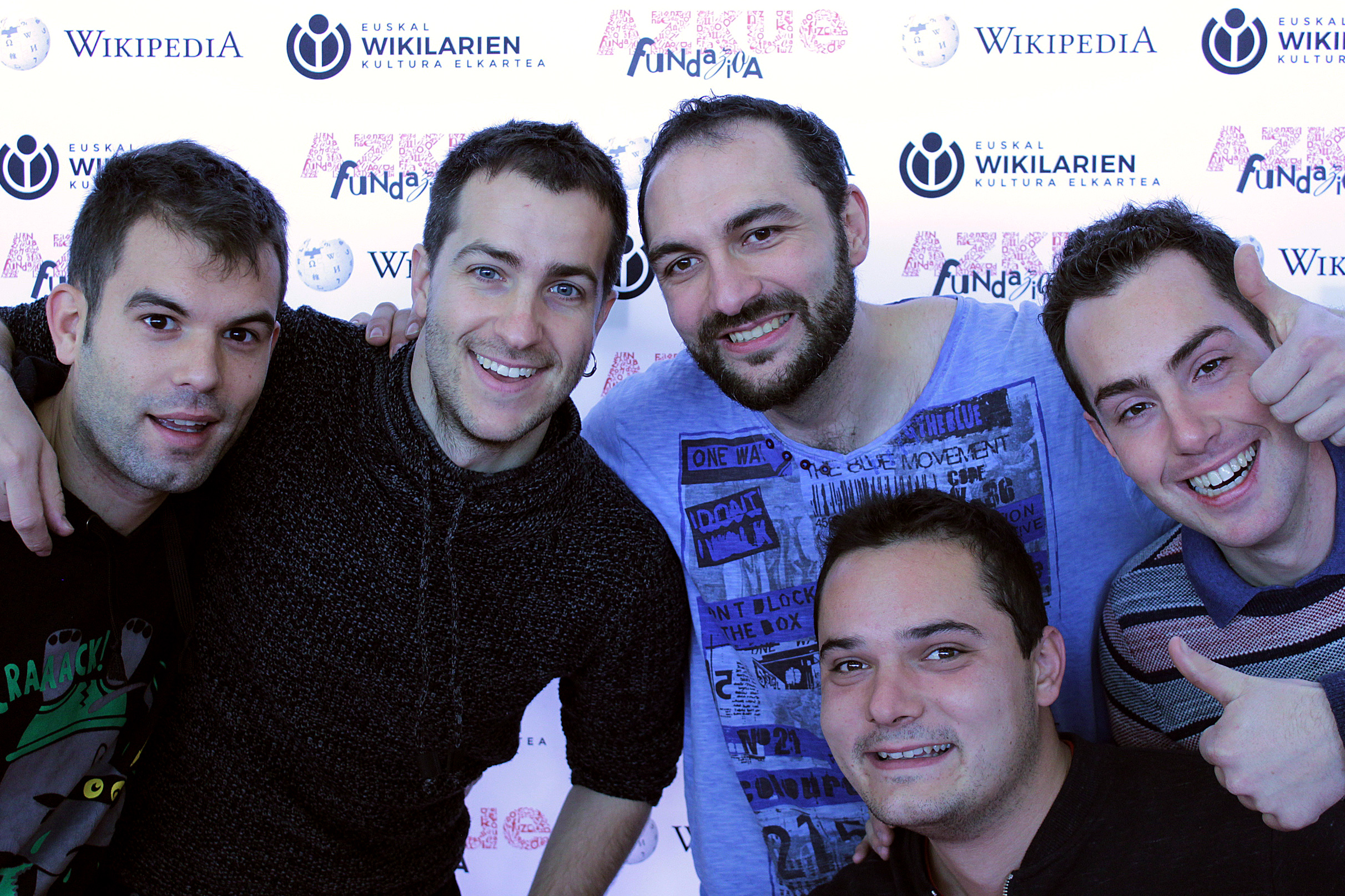
Components del grup

- Iñigo Etxezarreta (veu i guitarrista)
- Rubén Campinún (baix)
- Alex Alonso (bateria)
- Javier Lucas (trombó)
- Rubén Terreros (trompeta)
- Gari (piano)

## Discografia[calcitació]
- Verema seleccionada (Autoproduït, 2008)
- Cap a la lluna (Baga-Biga, 2012)
- Zure mundua (Baga-Biga, 2014)
- Beldurrik ez (Baga-Biga, 2015)
- Ametsetan (Baga-Biga, 2017)
- Aukera Berriak (Baga-Biga, 2019)
- Guretzat (Baga-Biga, 2022)

## Altres publicacions[calcitació]
- Llaurava Euskaraz (2022)
- We are gara gu (2022)
- Erein, Landatu, Zabaldu (2018)
- Zein Erraza (2018)
- LK Herri Urrats (2019)
- Zurekin Batera (2020)
- Egingo dugu eztanda (2020)
- Sumendiak (versió de la cançó «Volcans», de Buhos) (2022)